# Shooting an Elephant
Shooting an Elephant ist ein autobiographisch beeinflusster Essay von George Orwell aus dem Jahr 1936.

## Kontext
Birma wurde in einem Zeitraum von 62 Jahren (1824 bis 1886) von Großbritannien erobert. Dazu wurden drei Anglo-Birmanische Kriege (engl.: Anglo-Burmese Wars) geführt, anschließend gliederte Großbritannien das Land in sein indisches Kolonialreich (engl.: Indian Empire) ein. Birma wurde danach als eine Provinz Indiens regiert, bis es 1937 eine eigenständige, sich selbst regierende Kolonie wurde. Die Unabhängigkeit war das Ergebnis der „Aung San-Attlee-Vereinbarung“ (engl.: Aung San–Attlee agreement), die die birmanische Unabhängigkeit garantieren sollte. Aung San wurde ermordet, nachdem die Vereinbarung abgeschlossen war und bevor sie in Kraft trat. Birma erlangte schließlich seine Unabhängigkeit am 4. Januar 1948.
George Orwell, der 1903 in Indien in einer aus der Mittelschicht stammenden Familie geboren wurde, aber in Großbritannien aufwuchs, bekleidete von 1922 bis 1927 den Posten eines Assistant Superintendent in der britischen Imperial Police. Er zeigte dabei ein starkes Interesse am Leben der Arbeiterklasse. Verpflichtet, die Gesetze des Empire auszuführen und zumindest anfangs von einem starken britisch-imperialistischen Patriotismus beseelt, entwickelte sich hier seine Abneigung gegen repressive und totalitäre Regime, als er zum ersten Mal mit den moralisch fragwürdigeren Methoden imperialistischer Politik konfrontiert wurde. Seine Kritik am Totalitarismus, die in seinen Werken 1984 und Farm der Tiere (engl.: Animal Farm) zum Ausdruck kam, hat mit hoher Wahrscheinlichkeit ihre Grundlagen in seinen Lebensjahren in Birma.

## Inhaltsangabe
In der Handlung ist der Protagonist bzw. der Ich-Erzähler ein Polizeioffizier in Moulmein, der während einer Periode anti-europäischer Stimmung in der Bevölkerung seinen Dienst verrichtet. Obgleich alle seine Sympathien bei den Burmesen liegen, wird er gezwungen, in seiner amtlichen Rolle als Repräsentant der unterdrückenden imperialen Staatsmacht (engl.: imperial power) zu dienen. Als solcher wird er dauerhaft von den Burmesen, besonders von den buddhistischen Mönchen, verachtet, die er als „die schlimmsten von allen“ bezeichnet. Nachdem er einen Anruf betreffend einem normalerweise zahmen, nun sich aber in der Musth befindenden Elefanten erhalten hat, eilt er, bewaffnet mit einem Gewehr, auf einem Pony zum Basar. Dort ist der Elefant gesichtet worden. Nachdem er in einem der ärmsten Viertel eingetroffen ist, wird er mit sich widersprechenden Berichten konfrontiert. Er erwägt die Rückkehr nach Hause, da er das Ereignis für erfunden hält, erblickt dann aber eine Dorffrau, die einige Kinder zurückzieht, die die Leiche eines Kulis betrachten, den der Elefant totgetrampelt hat. Er verlangt nach einem Elefantengewehr und begibt sich, gefolgt von einer Menge von ungefähr zweitausend Menschen, in Richtung des Reisfeldes, wo der Elefant zum Fressen angehalten hat. Er trägt das Elefantengewehr eigentlich nur zu seinem eigenen Schutz bei sich. Als er den nunmehr friedlichen Elefanten sieht, hat er nicht mehr die Absicht, ihn zu erschießen.
Die Menschenmenge erwartet von ihm allerdings, den Elefanten zu töten. Außerdem hat er Angst, als Feigling dazustehen. Weiterhin repräsentiert er das britische Empire als Träger von Macht und Ordnung. Der Erzähler schießt mehrere Male auf den Elefanten, schafft es aber nicht, ihn zu töten. Da er nicht imstande ist, die Qualen des Elefanten länger mit anzusehen, verlässt er den Ort des Geschehens. Es dauert noch weitere 30 Minuten, bis der Elefant stirbt. Die Menschen nehmen sein Fleisch als Nahrung mit, binnen Stunden ist nur noch das Skelett übrig. Das Ereignis bringt den Erzähler zu einer vollständigen Abneigung gegen den Imperialismus, und er fragt sich, ob seine Kollegen jemals verstehen würden, dass er den Elefanten nur deswegen getötet habe, um nicht als Dummkopf dazustehen.

## Deutsche Übersetzung
Der deutsche Titel lautet „Einen Elefanten erschießen“ und ist in folgendem Band veröffentlicht: Meistererzählungen von George Orwell, Gebundene Ausgabe (11. Auflage), Broschiert – 218 Seiten – Diogenes Verlag, Erscheinungsdatum: Januar 2003, ISBN 3257219350.